# Blatthühnchen
Die Blatthühnchen oder Jacanas (Jacanidae) sind eine Familie von Wasservögeln in der Ordnung der Regenpfeiferartigen (Charadriiformes). Ihr Lebensraum sind von Wasserpflanzen überwachsene Gewässeroberflächen, auf denen sie mit ihren übergroßen Füßen Halt finden und nach Nahrung suchen, Nester bauen und die Jungen aufziehen. Blatthühnchen gehören zu den wenigen Vögeln, bei denen die Männchen die Aufgaben von Brutgeschäft und Jungenaufzucht übernehmen. Der auch im Deutschen manchmal verwendete Name Jacana entstammt einer brasilianischen Indigenensprache.

## Merkmale
Die Größe der Blatthühnchen schwankt zwischen 15 cm (Zwergblatthühnchen) und 30 cm (mehrere Arten); das Fasanblatthühnchen weicht von den anderen Arten durch stark verlängerte Schwanzfedern ab, wodurch seine Gesamtlänge bis 58 cm betragen kann. Das Gewicht beträgt 40 bis 260 g. Weibchen sind stets größer und schwerer als Männchen. Im Durchschnitt ist ein weibliches Blatthühnchen 78 % schwerer als ein Männchen, beim Fasanblatthühnchen sind es sogar 100 %. Bei keiner anderen Vogelart sind die Weibchen so deutlich größer als bei den Blatthühnchen.
Das auffälligste Merkmal der Blatthühnchen sind die extrem verlängerten Zehen, die ebenfalls im Vogelreich beispiellos sind. Mit ihnen verteilt sich das Gewicht des Blatthühnchens auf eine große Fläche, das Gehen auf treibenden Wasserpflanzen wird ermöglicht. Ein Fuß kann eine Fläche von 15 × 20 cm überspannen. Auch die Beine sind verhältnismäßig lang.
Bei den Gefiederfarben dominieren schwarz, rotbraun und oliv. Manche Arten haben eine weiße Unterseite. Einen farblichen Geschlechtsdimorphismus gibt es nicht. Unterschiedliche Pracht- und Schlichtkleider gibt es nur bei einer Art, dem Fasanblatthühnchen. Dieses entwickelt auch nur im Prachtkleid seine überlangen Schwanzfedern. Kennzeichnend für die meisten Arten sind nackte Hautpartien an Stirn und Kehle, die leuchtend blau oder rot gefärbt sind. Es kann zu einem stimmungsabhängigen Farbwechsel dieser Partien kommen: Beim Kammblatthühnchen ändert sich die Farbe bei Erregung von Gelb zu Rot.
Blatthühnchen sind in der Regel schlechte Flieger, die nur kurze Entfernungen zurücklegen. Drei Arten haben an den Flügeln scharfe Sporen als Verlängerung des Metacarpus, die im Revierkampf eingesetzt werden können. Blatthühnchen können schwimmen und tauchen, nutzen diese Fähigkeiten aber nur selten. Nur Jungvögel tauchen regelmäßig, um sich vor Feinden zu verbergen, dann sind nur ihre Schnäbel über der Wasseroberfläche zu sehen.

## Verbreitung und Lebensraum

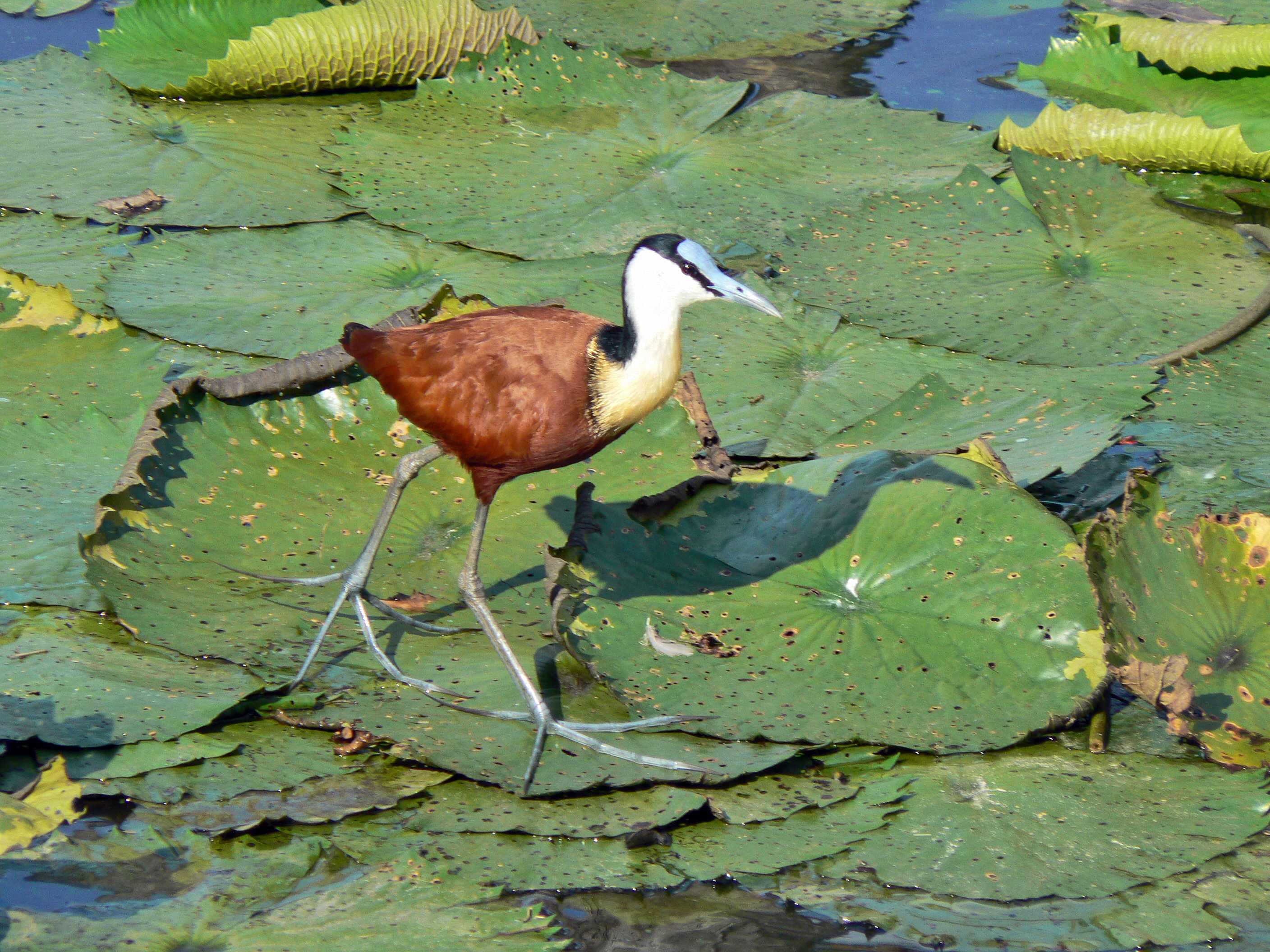
Ein Blaustirn-Blatthühnchen in seinem typischen Lebensraum

Trotz der geringen Artenzahl haben die Blatthühnchen eine weite Verbreitung, die mehrere Kontinente umfasst. Von den acht Arten sind zwei in Afrika südlich der Sahara, eine auf Madagaskar, zwei in Süd- und Südostasien, eine in Australien und Südostasien, eine in Mittelamerika und eine in Südamerika verbreitet. Für gewöhnlich sind Blatthühnchen Standvögel. Einzige Ausnahme ist das Fasanblatthühnchen, dessen chinesische und im Himalaya brütende Populationen südwärts nach Südostasien ziehen.
Das Habitat sind tropische und subtropische stehende Gewässer, die von Wasserpflanzen überwachsen sind. Geeignete Pflanzen sind etwa Seerosen, Heusenkräuter, Schwimmfarne, Laichkräuter und Vogelknöteriche.

## Lebensweise

### Ernährung

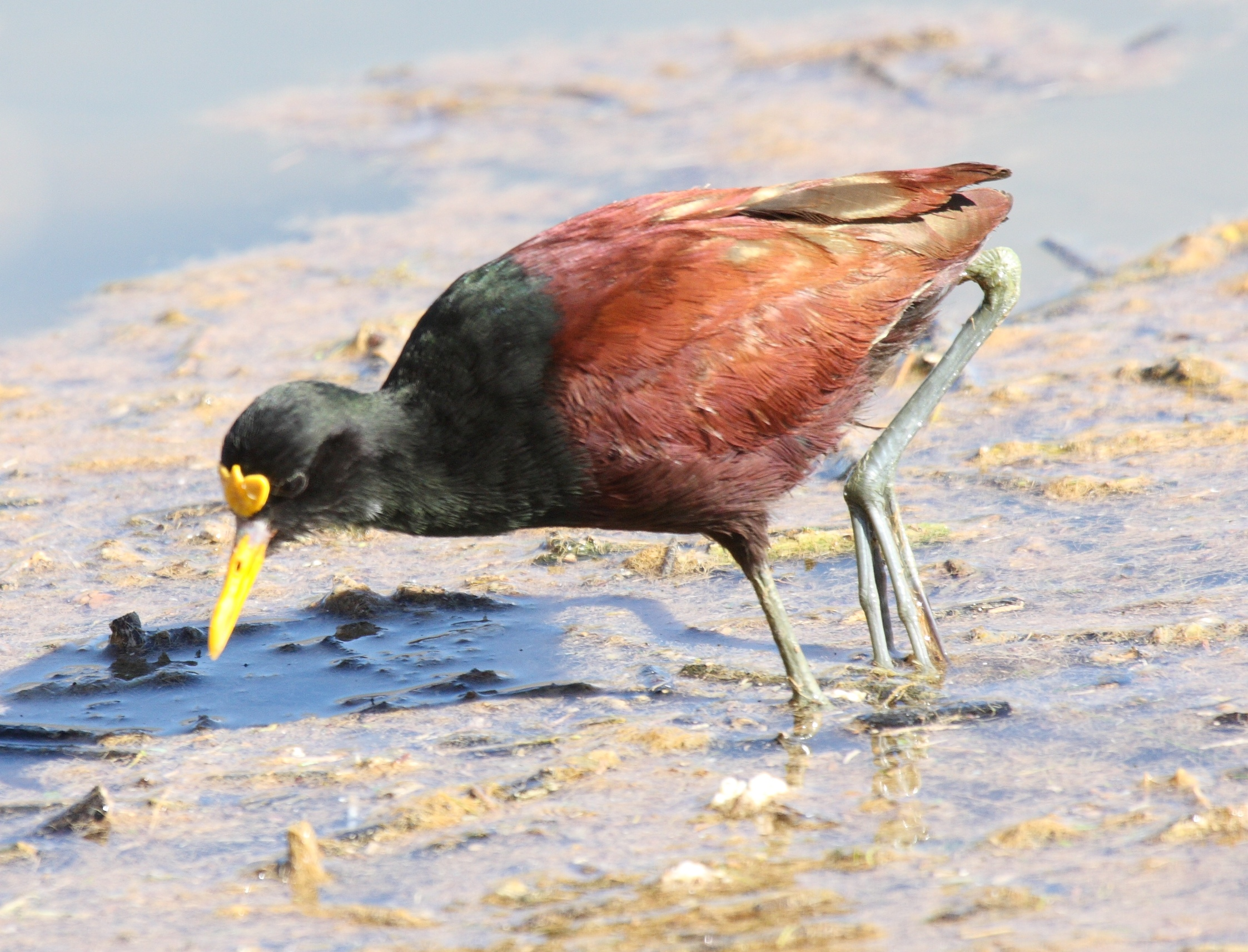
Gelbstirn-Blatthühnchen bei der Nahrungssuche

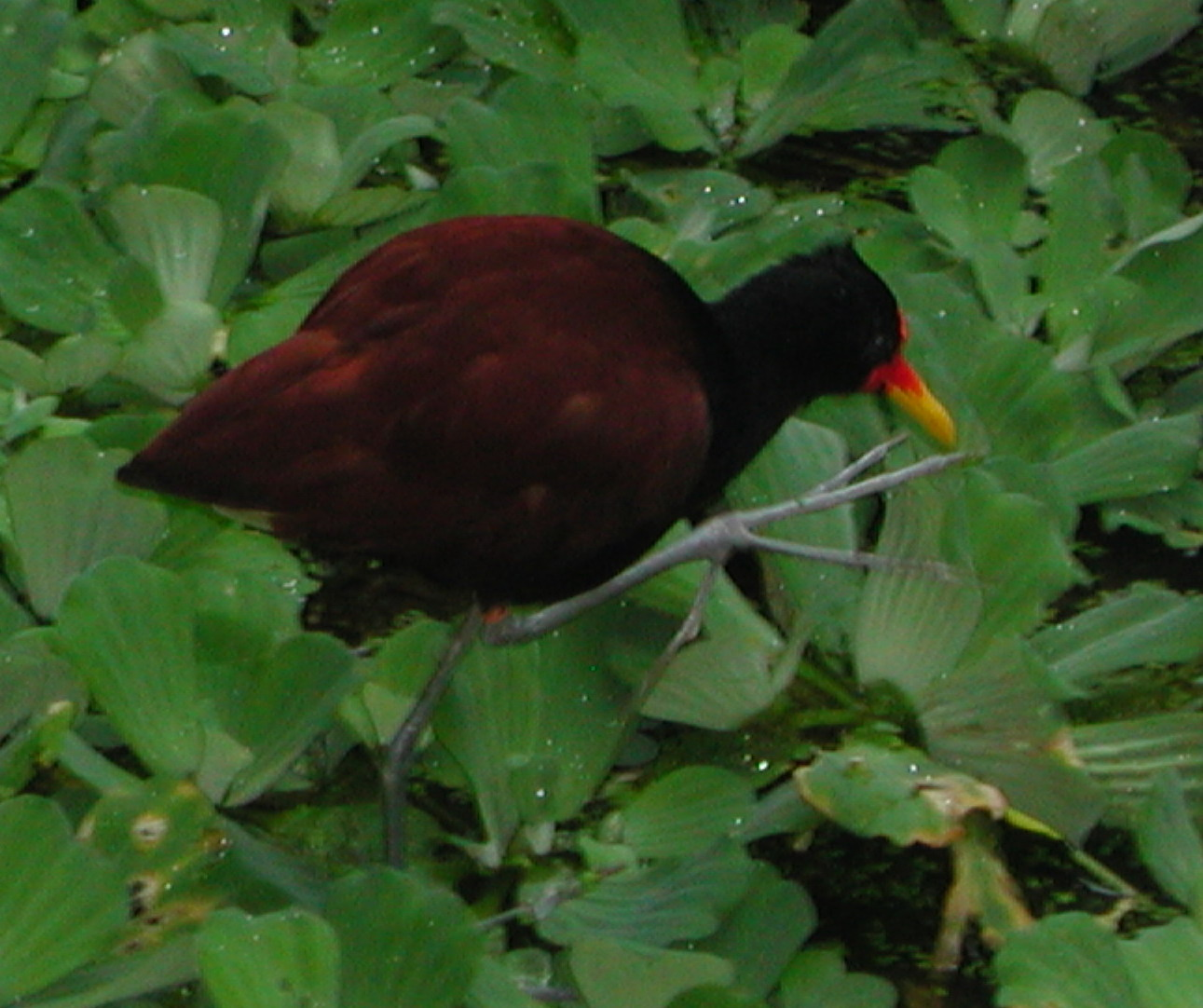
Rotstirn-Blatthühnchen im Tierpark Dählhölzli in Bern

Blatthühnchen sind vorwiegend Fleischfresser. Ihre Hauptnahrung sind Insekten, die auf den Wasserpflanzen oder im Wasser leben, oder aber ins Wasser gefallen sind. Auf der Nahrungssuche werden auch unter der Oberfläche liegende Pflanzenteile hervorgeholt und die daran lebenden Krebstiere, Schnecken und Insekten abgestreift. Die Schwimmblätter der Pflanzen werden mit den Füßen umgedreht, um auch an die an der Unterseite lebenden Tiere zu kommen.
Nur sehr selten werden kleine Fische gefressen, und dies auch nur, wenn sie sich an der Oberfläche aufhalten. In Südamerika hat man Blatthühnchen dabei beobachtet, dass sie Zecken von Capybaras picken, und auch in Afrika gibt es ein ähnliches Verhalten, bei dem die Vögel auf dem Rücken von Flusspferden stehen und sie von Parasiten befreien.
Pflanzliche Nahrung findet sich in geringen Mengen im Magen der Blatthühnchen. Es ist ungeklärt, ob diese versehentlich bei der Insektenjagd mitgeschluckt oder absichtlich gefressen wird.

### Fortpflanzung

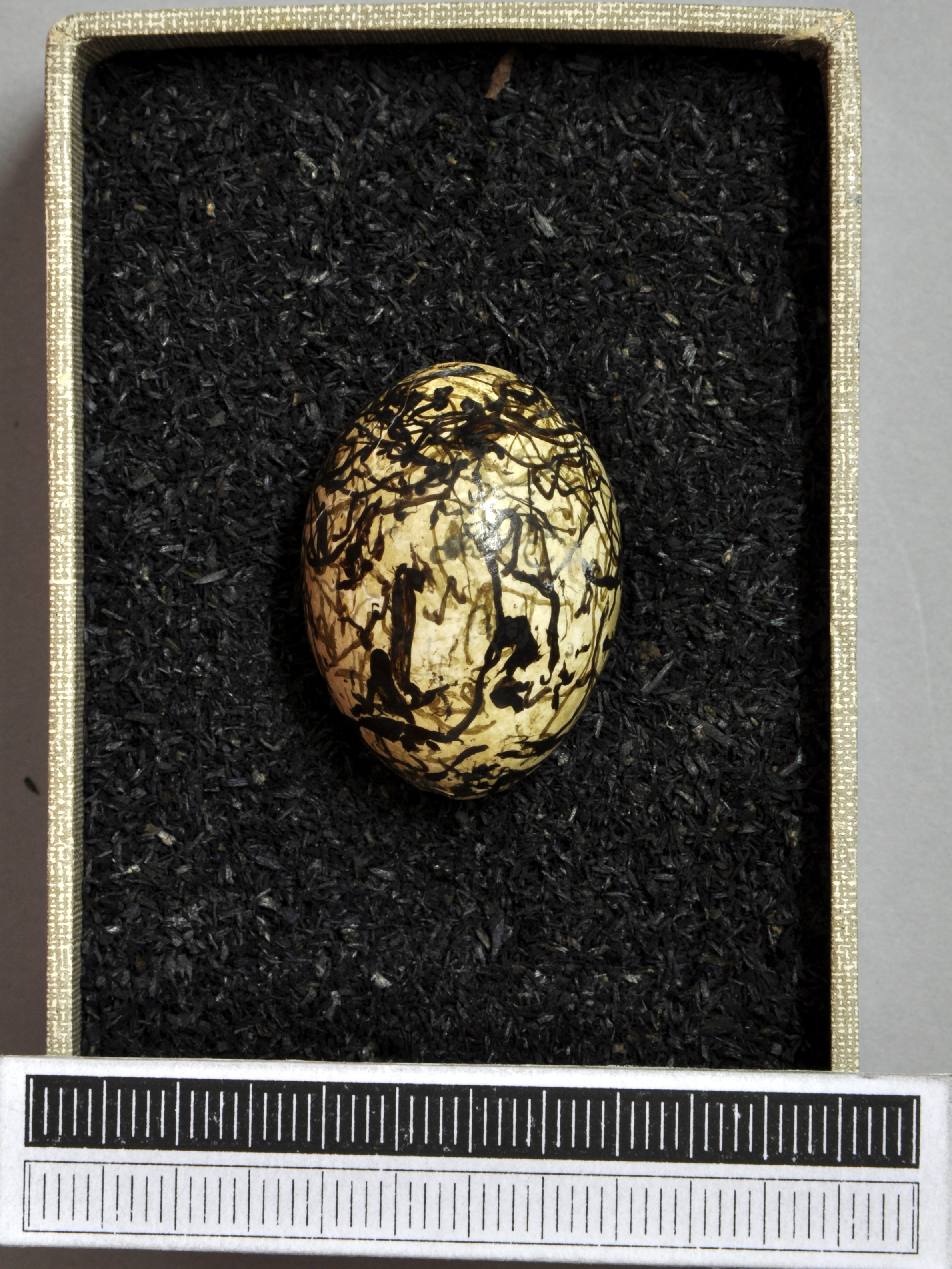
Ei, Sammlung Museum Wiesbaden

Sieben der acht Arten haben ein polyandrisches Fortpflanzungssystem, bei dem sich dominante Weibchen mit mehreren Männchen paaren. Die Brut und Jungenaufzucht ist anschließend allein Sache der Männchen, während die Weibchen weiter über die Reviergrenzen wachen. Einzige Ausnahme ist hier das Zwergblatthühnchen, das in saisonaler Monogamie lebt und bei dem beide Partner gleichermaßen an der Brut beteiligt sind. Die im Folgenden geschilderten Besonderheiten gelten daher für alle Blatthühnchen mit Ausnahme des Zwergblatthühnchens.
Sowohl die Männchen als auch die Weibchen verteidigen Reviere, jedoch in unterschiedlichen Grenzen: Ein Männchen verteidigt die Umgebung seines Nestes, ein Weibchen aber all seine Männchen mitsamt deren Revieren. Die Reviergrenzen ändern sich hierbei: Die zuerst brütenden Männchen unterhalten recht große Reviere. Oft sind sie zu diesem Zeitpunkt die einzigen Partner der Weibchen. Sobald die Eier aber gelegt sind und die Brut beginnt, können die Männchen nur noch ein verkleinertes Revier verteidigen. In den äußeren Gebieten des ehemaligen Reviers bauen nun weitere Männchen Nester und gründen eigene kleine Reviere. Das Weibchen verteidigt nicht nur sein großes Revier nach außen, sondern hilft auch seinen Männchen bei der Verteidigung ihrer Reviere, auch gegen die eigenen Partner. Dies ist jedoch die einzige Aufgabe des Weibchens, nach der Eiablage hat es mit Eiern und Jungvögeln keinerlei Berührung.
Auch unter den Weibchen kommt es zu Revierkämpfen. Wird ein Weibchen aus seinem Revier vertrieben, hat dies für alle dort brütenden Männchen schwerwiegende Folgen. Das neue Weibchen versucht, das gesamte Revier für sich zu erobern, gelegentlich gelingt es aber auch Weibchen benachbarter Reviere, einzelne Männchen für sich zu gewinnen, so dass das alte Revier neu aufgeteilt wird. In jedem Fall werden die Bruten des vertriebenen Weibchens zerstört: Das gilt ebenso für Eier wie für Jungvögel, die von dem neu eingetroffenen Weibchen zu Tode gepickt werden. Lediglich ältere Jungvögel können in einem solchen Fall fliehen. Die Männchen pflanzen sich bald nach dem Verlust ihrer Brut mit dem neuen Weibchen fort. Die meisten Weibchen haben drei oder vier Partner, es können aber auch weniger oder mehr sein. Bei sehr kleinen Teichen ist oft nur Platz für ein Männchenrevier, so dass es hier doch zu monogamen Paarbildungen kommen kann.
Das Nest ist eine aus Wasserpflanzen gebaute schwimmende Plattform. Oft besteht der Unterbau aus Zweigen, die obere Lage bilden Blätter und andere grüne Pflanzenteile. Für den Bau ist allein das Männchen zuständig. Oft baut es mehrere solche Schwimmnester. Das Paar kopuliert auf einer dieser Plattformen, später sucht sich das Weibchen ein Nest zum Ablegen seiner Eier aus. Während der gesamten Brut wird das Nest vom Männchen immer wieder ausgebessert und erweitert. Erweist sich ein Nest als instabil, kann das Männchen mit seiner Brut in ein anderes Nest umziehen. Hierzu werden die Eier auf eine benachbarte Plattform gerollt oder, wenn dies nicht möglich ist, zwischen Schnabel und Kinn geklemmt und hinübertransportiert.
Ein Gelege besteht immer aus vier Eiern. Theoretisch ist es auch denkbar, dass ein Männchen die Eier eines Konkurrenten in sein Nest gelegt bekommt. Ob und wie gewährleistet ist, dass jedes Männchen die ihm gehörenden Eier bekommt, ist ungeklärt. Die Eier haben eine glänzende, feucht wirkende Oberfläche und sind beim Fasanblatthühnchen einfarbig, bei allen anderen Arten mit schwarzen Markierungen überzogen. Die Brut dauert 22 bis 28 Tage; in dieser Zeit verlässt das Männchen das Nest immer wieder zur Nahrungssuche und lässt das Gelege unbewacht.
Die Jungen schlüpfen gleichzeitig. Anschließend werden die Eierschalen wenigstens 10 m vom Nest fortgebracht – dieses auch von manchen Möwen bekannte Verhalten soll verhindern, dass die Aufmerksamkeit von Räubern auf das Nest gelenkt wird. Die Jungen sind nach zehn bis zwölf, manchmal sogar schon nach sechs Wochen selbständig. Bei manchen Arten tragen die Männchen ihre Jungen zwischen den Flügeln umher. Die Füße der Jungen ragen dabei aus dem Gefieder heraus.
Der Bruterfolg der Blatthühnchen ist niedrig: Weniger als die Hälfte der Gelege bleiben bis zum Schlüpfen der Jungen intakt. Dies liegt an den Revierkämpfen, an der Wetterlage (starke Regenfälle schwemmen Eier in das Wasser), an Feinden oder an unbeabsichtigter Zerstörung durch Huftiere, die einen Teich durchqueren und dabei das Nest vernichten.

## Systematik

### Äußere Systematik
Wegen ihrer äußeren Ähnlichkeit zu den Rallen wurden Blatthühnchen früher gelegentlich den Kranichvögeln zugeordnet. Zu den Hühnervögeln gibt es trotz des Namens keinerlei Verwandtschaft.
Heute steht die Zugehörigkeit der Blatthühnchen zu den Regenpfeiferartigen fest. Innerhalb dieser Gruppe wurde schon früh eine enge Verwandtschaft mit den Goldschnepfen (Rostratulidae) angenommen, wegen Gemeinsamkeiten im Skelettbau und der beiden gemeinen Anzahl von zehn Handschwingen (alle anderen Regenpfeiferartigen haben elf Handschwingen). In DNA-Analysen wurde ein Schwestergruppenverhältnis zwischen Blatthühnchen und Goldschnepfen bestätigt; das aus diesen beiden gebildete Taxon, manchmal Jacanoidea genannt, ist wiederum Schwestergruppe der Höhenläufer, und diese drei zusammen sind ein Schwestertaxon der Schnepfenvögel.
Fossil sind Blatthühnchen seit dem Oligozän bekannt. Die erste rezente Gattung taucht fossil im Pliozän auf.

### Innere Systematik
Die acht Arten werden wie folgt auf sechs Gattungen verteilt:
- Actophilornis

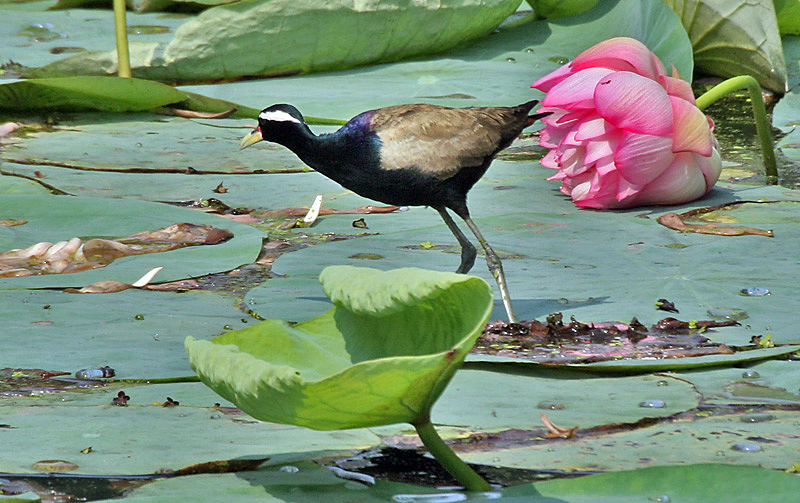
Bronzeblatthühnchen

  - Blaustirn-Blatthühnchen (Actophilornis africanus)
  - Madagaskarblatthühnchen (Actophilornis albinucha)
- Irediparra
  - Kammblatthühnchen (Irediparra gallinacea)
- Jacana
  - Gelbstirn-Blatthühnchen (Jacana spinosa)
  - Rotstirn-Blatthühnchen (Jacana jacana)
- Hydrophasianus
  - Fasanblatthühnchen oder Wasserfasan (Hydrophasianus chirurgus)
- Metopidius
  - Bronzeblatthühnchen (Metopidius indicus)
- Microparra
  - Zwergblatthühnchen (Microparra capensis)

Blatthühnchen verteilen sich auf zwei monophyletische Taxa: Eine wird durch die amerikanischen Arten der Gattung Jacana und das Fasanblatthühnchen gebildet, die andere durch die übrigen Arten. Ein Kladogramm sieht wie folgt aus:
|  | Jacana         |
|  |                |
|  | Hydrophasianus |
|  |                |

|      | Metopidius                                                |
|      |                                                           |
| N.N. | \| \| Microparra \| \| \| \| \| \| Irediparra \| \| \| \| |
|      | \| \| Microparra \| \| \| \| \| \| Irediparra \| \| \| \| |
|      | Microparra                                                |
|      |                                                           |
|      | Irediparra                                                |
|      |                                                           |

|  | Microparra |
|  |            |
|  | Irediparra |
|  |            |

|      | Metopidius                                                |
|      |                                                           |
| N.N. | \| \| Microparra \| \| \| \| \| \| Irediparra \| \| \| \| |
|      | \| \| Microparra \| \| \| \| \| \| Irediparra \| \| \| \| |
|      | Microparra                                                |
|      |                                                           |
|      | Irediparra                                                |
|      |                                                           |

|  | Microparra |
|  |            |
|  | Irediparra |
|  |            |

|  | Jacana         |
|  |                |
|  | Hydrophasianus |
|  |                |

|      | Metopidius                                                |
|      |                                                           |
| N.N. | \| \| Microparra \| \| \| \| \| \| Irediparra \| \| \| \| |
|      | \| \| Microparra \| \| \| \| \| \| Irediparra \| \| \| \| |
|      | Microparra                                                |
|      |                                                           |
|      | Irediparra                                                |
|      |                                                           |

|  | Microparra |
|  |            |
|  | Irediparra |
|  |            |

|      | Metopidius                                                |
|      |                                                           |
| N.N. | \| \| Microparra \| \| \| \| \| \| Irediparra \| \| \| \| |
|      | \| \| Microparra \| \| \| \| \| \| Irediparra \| \| \| \| |
|      | Microparra                                                |
|      |                                                           |
|      | Irediparra                                                |
|      |                                                           |

|  | Microparra |
|  |            |
|  | Irediparra |
|  |            |

## Menschen und Blatthühnchen
Für den Menschen hatten Blatthühnchen nie eine sonderliche Bedeutung. Wegen der schlechten Erreichbarkeit ihrer Lebensräume spielten sie nie eine Rolle als Fleisch- und Eierlieferanten oder als Schädlinge oder Nützlinge.
Weil Blatthühnchen auf dicht bewachsene Sümpfe und Seen angewiesen sind, sind sie gegenüber Landschaftsveränderungen sehr empfindlich. Durch Trockenlegungen von Sümpfen schwindet der Lebensraum der Blatthühnchen. In anderen Fällen haben Menschen den Blatthühnchen aber auch neue Lebensräume geschaffen, so beim Kariba-Stausee. Geeignet sind künstliche Seen allerdings nur, solange der Bewuchs nicht aus ästhetischen Gründen entfernt wird.
Indirekt schadet der Mensch auch durch die Einschleppung von Tieren und Pflanzen in neue Lebensräume den Blatthühnchen. So breiten sich in manchen afrikanischen Seen die aus Südamerika stammenden Wasserhyazinthen aus; diese wachsen zu dicht und hoch, als dass sie einen geeigneten Bewuchs bilden könnten. In Australien sind es die vielen eingeführten Huftiere, die ganze Seen von Wasserpflanzen leer fressen.
Trotz alldem ist keine der acht Arten im globalen Maßstab gefährdet.